# Rödskimrande ängsfly
Rödskimrande ängsfly (Oligia latruncula) är en fjärilsart som beskrevs av Ignaz Schiffermüller 1776. Rödskimrande ängsfly ingår i släktet Oligia och familjen nattflyn. Arten är reproducerande i Sverige. Inga underarter finns listade.

## Bildgalleri

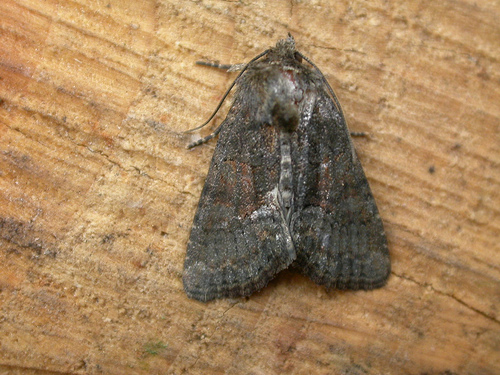